# 山榄属
山榄属（学名：Planchonella）是山榄科下的一个属，为乔木或灌木植物。该属共有约100种，分布于亚洲东南部、大洋洲和太平洋的一些岛屿上。